# Jamal Zahalka
Le Dr 'Jamal Zahalka' (en arabe : جمال زحالقة, hébreu : ג'מאל זחאלקה, né le 11 janvier 1955), est un homme politique arabe israélien, membre du parti Balad, élu sur la Liste unifiée et député à la Knesset, le parlement monocaméral israélien.
Zahalka a fait ses études de pharmacien à l'Université hébraïque de Jérusalem. Il fut la première fois élu à la Knesset en 2003, sur la liste du parti Balad, et fut réélu en 2006, 2009 puis en 2013, les deux dernières fois en tant que tête de liste. En effet, après qu'Azmi Bishara eut quitté le pays, Zahalka est devenu le leader du Balad.
Zahalka accuse les dirigeants de l'État d'Israël d'avoir un discours encourageant l'idée de séparation avec les Arabes israéliens voire de transfert. Il accuse également Israël de pratiquer un système d'apartheid envers les Palestiniens en Cisjordanie et dans la Bande de Gaza (séparés en "cantons") où ils doivent posséder un permis de voyager pour se déplacer chez eux.
Zahalka vit à Kafr Qara, est marié et a trois enfants.